# Tuli Kwadja
Tuli Kwadja Khan (fl. XIV secolo) è stato un condottiero mongolo, Khan di stirpe reale discendente diretto di Gengis Khan; fu patriarca di una linea di regnanti dell'Orda d'Oro.

## Biografia
Di lui pochissimo è noto; 

## Genealogia
Tuli Kwadja era figlio di Chimtay e nipote del Khan Mubarak Kwadja della stirpe di Orda Khan, per cui diretto discendente di Gengis Khan; Suo figlio Toktamish fu il rifondatore dell'Orda d'Oro.